# 红顶鹦鹉

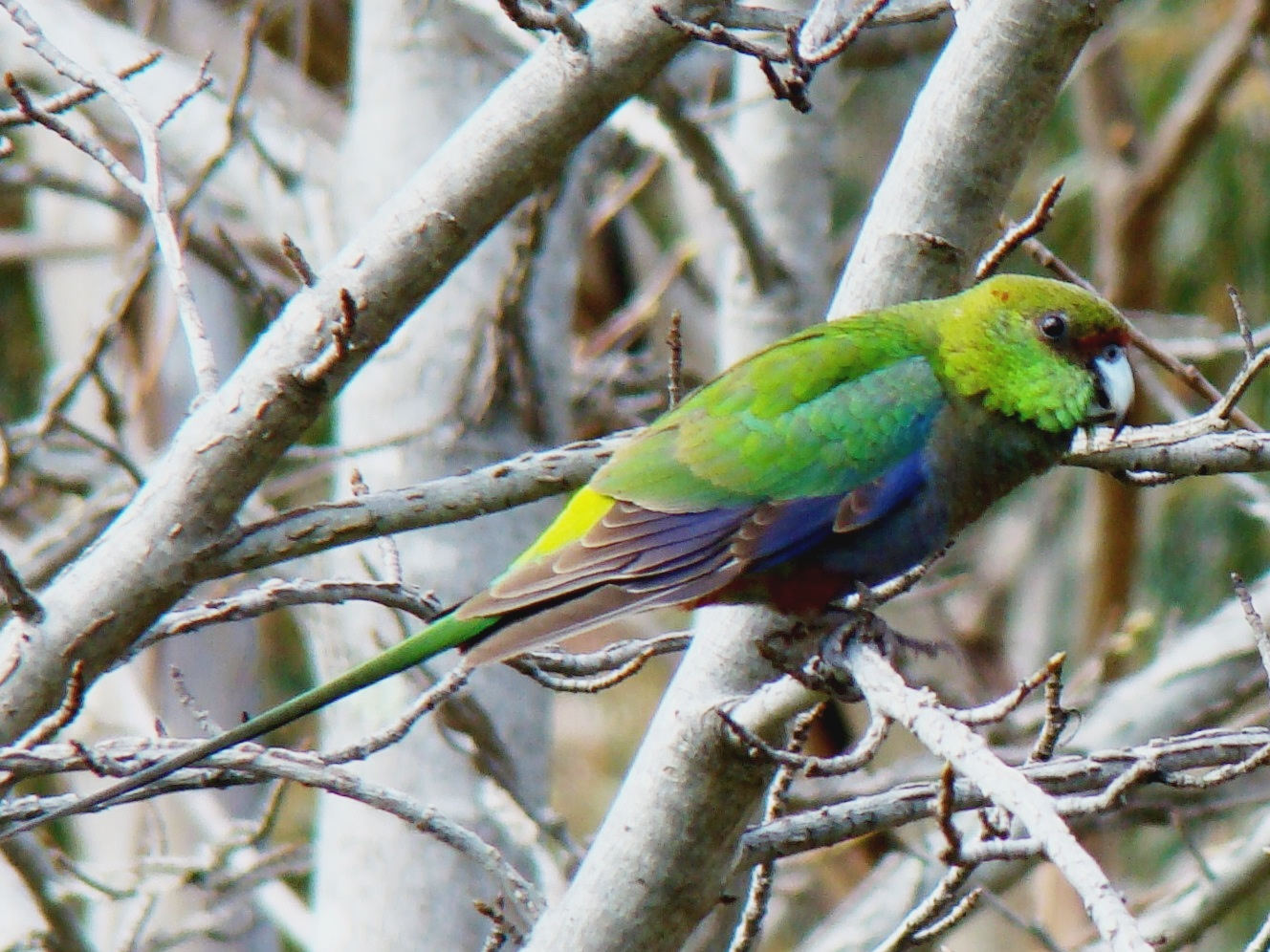
红顶鹦鹉的幼鳥

（英語：[Red-capped parrot] 错误：{{Lang}}：無法辨識代碼 le（帮助）），是鸚形目舊世界鸚鵡科紅帽鸚鵡屬下的唯一一種鳥類。這種鳥類僅分佈於澳洲西南部。在《國際自然保護聯盟瀕危物種紅色名錄》中，因為環境的持續退化製造了更多對其有利的生存環境，目前其物種狀態被評為無危。
該種物種由德國動物學家海因里希·庫爾於一次會議中發表，他以的名稱命名红顶鹦鹉，並認為是一隻未成年的個體。1854年，法國鳥類學家夏尔·吕西安·波拿巴為其建立了一個單型屬紅帽鸚鵡屬。其中屬名來自其一個同物異名，來自希臘語（轉寫：porphuroeis，意即「紫色或紅色」）及（轉寫：kephalē，意即「頭部」）。:325:132而種小名，來自同名拉丁語，意思為「虛假的」，源自庫爾認為其幼鳥外觀與成鳥大相逕庭，以至於看起來像不同的鳥類。:363:140

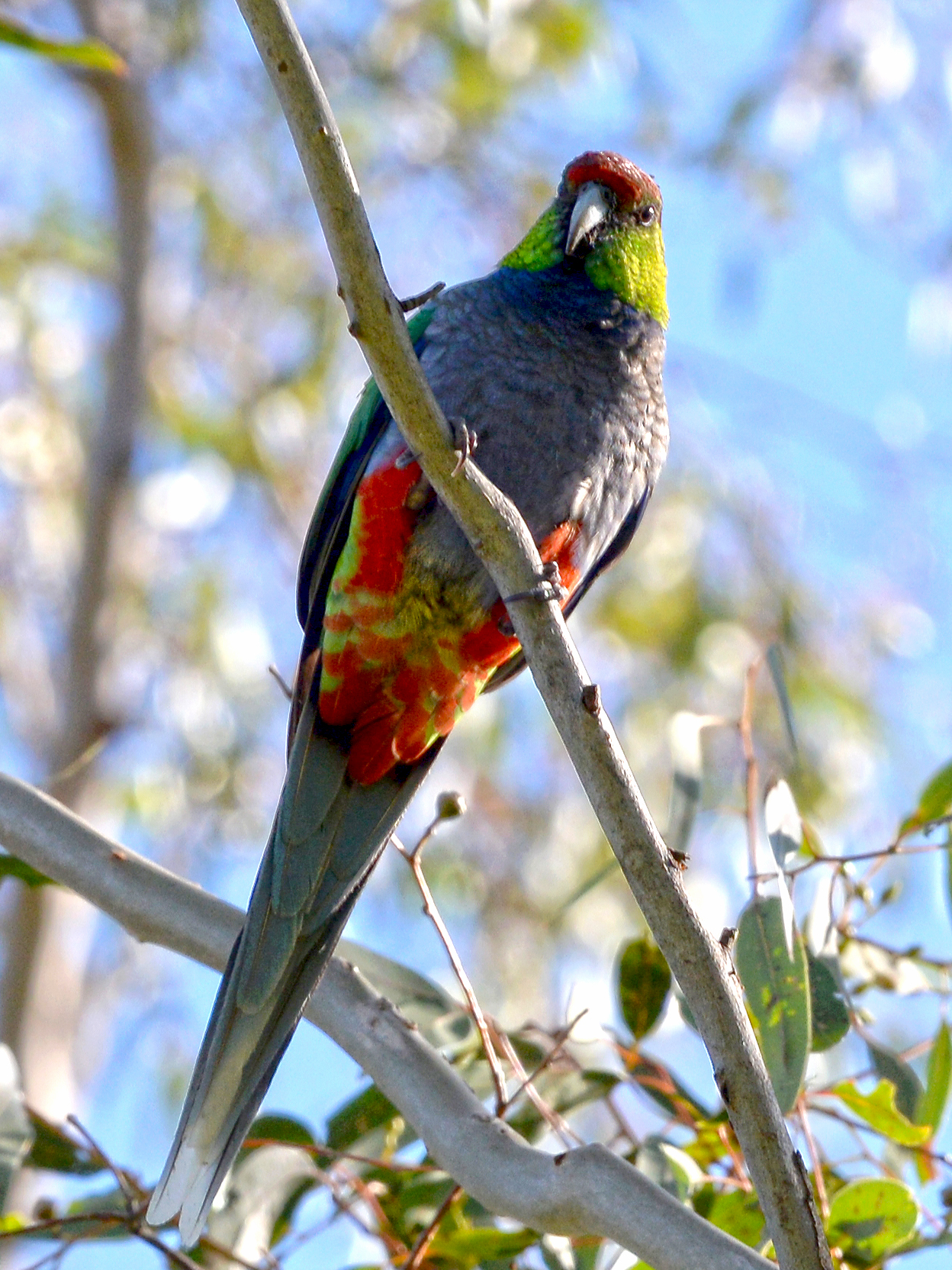
雌性红顶鹦鹉

成鳥在外觀上，雄性有深紅色的頭頂和淺綠色的臉頰，藍綠色的上半身和藍色及鮮紅色的下半身，黃色的臀部。雌性整體顏色則較雄性黯淡。幼鳥前額有一條棕紅色的帶狀條紋，上背部呈深綠色，胸部偏褐、腹部偏暗紫，腰部呈暗黃綠色，尾下覆羽帶有綠色斑點。 大腿呈現較為暗淡的紅色，尾巴同樣為暗綠色。其體長約36公分，體重平均約116.0公克，鳥喙寬平均約9.2公釐、深平均約20.6公釐、嘴峰長平均約24.2公釐；翼長平均約154.5公釐；跗蹠約20.4公釐；尾長約190.8公釐。
红顶鹦鹉生活在森林、林地、農田、果園和城市公園等各種環境中，為植食性，但多仰賴於一種同樣僅分布於澳洲西南的伞房桉属植物美叶桉的種子為食。繁殖季主要落在8月—12月之間，每次產4—7枚卵，20天後孵化，約5周後離巢。
目前其族群被認為仍在該地常見，但因為跟美叶桉的高度依賴性，在一些美叶桉森林開始消失的地方其數量有所下降。但整體而言其數量仍被認為在上升中，並同時受到《瀕臨絕種野生動植物國際貿易公約》的保護。

## 外部連結
- 维基共享资源上的相關多媒體資源：红顶鹦鹉
- 維基物種上的相關：红顶鹦鹉